# Sybra uninigroguttata
Sybra uninigroguttata är en skalbaggsart som beskrevs av Stefan von Breuning 1973. Sybra uninigroguttata ingår i släktet Sybra och familjen långhorningar.
Artens utbredningsområde är Filippinerna. Inga underarter finns listade i Catalogue of Life.